# 贝赫拉姆
贝赫拉姆（英語：或Buhram；約1765年—1840年），绰号“暴徒之王”（King of the Thugs），是一个在18世纪末和19世纪活跃在印度北部的杀人狂，是世界历史上在和平时期杀人最多的人。杀人无明确动机，纯粹是抢劫或为他人当刺客。他在1790年至1840年间用头上的缠头布勒死了931人。在1840年被逮捕处决。
英语单词“暴徒（Thug）”实际上是借鉴“谋财害命”这个词，虽然如今这个词已不同于现实的“谋财害命”，当时“谋财害命”是个职业（买凶杀人）。